# Warburto Point
Warburto Point är en udde i Australien. Den ligger i delstaten South Australia, omkring 140 kilometer nordväst om delstatshuvudstaden Adelaide.
Runt Warburto Point är det glesbefolkat, med 10 invånare per kvadratkilometer.. Närmaste större samhälle är Wallaroo, omkring 11 kilometer nordost om Warburto Point. 
Genomsnittlig årsnederbörd är 502 millimeter. Den regnigaste månaden är juni, med i genomsnitt 90 mm nederbörd, och den torraste är december, med 12 mm nederbörd.